# Beaufort (Sabaudia)

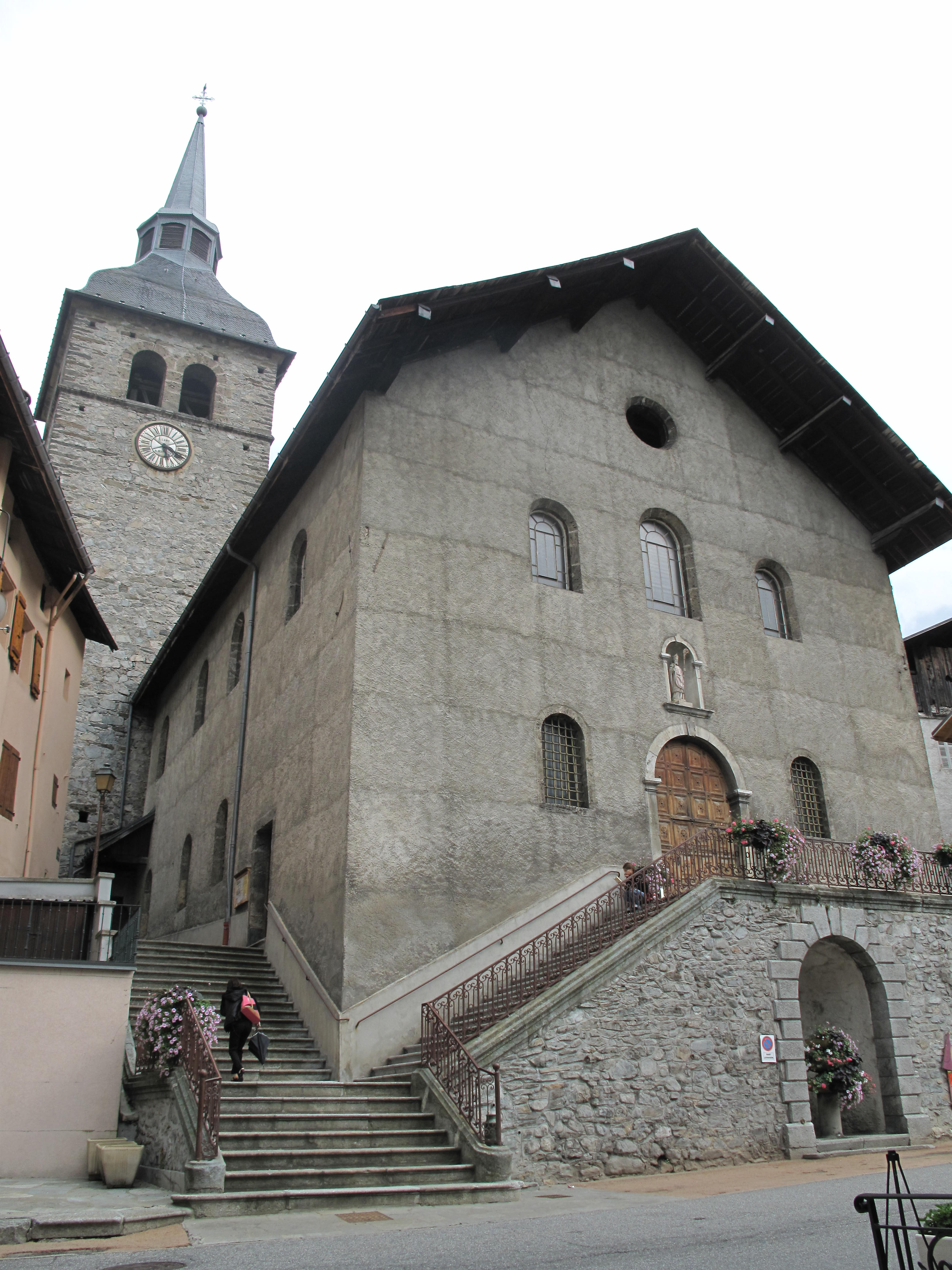
Kościół św. Maksyma (2012)

Beaufort – miejscowość i gmina we Francji, w regionie Owernia-Rodan-Alpy, w departamencie Sabaudia.
Według danych na rok 1990 gminę zamieszkiwało 1996 osób, a gęstość zaludnienia wynosiła 13 osób/km² (wśród 2880 gmin regionu Rodan-Alpy Beaufort plasuje się na 438. miejscu pod względem liczby ludności, natomiast pod względem powierzchni na miejscu 4.).